# Tchekhovskaïa (métro de Moscou)
Pour l'écrivain russe, voir Anton Tchekhov.
Tchekhovskaïa (en russe : Че́ховская et en anglais : Chekhovskaya) est une station de la ligne Serpoukhovsko-Timiriazevskaïa (ligne 9 grise) du métro de Moscou, située sur le territoire de l'arrondissement Tverskoï dans le district administratif central de Moscou.

## Situation sur le réseau
Établie en souterrain, à 62 mètres sous le niveau du sol, la station Tchekhovskaïa est située au point 3+32,6 de la ligne Serpoukhovsko-Timiriazevskaïa (ligne 9 grise), entre les stations Tsvetnoï boulvar (en direction de Altoufievo) et Borovitskaïa (en direction de Boulvar Dmitria Donskogo).

## Histoire
Son nom fait référence à l'écrivain russe Anton Tchekhov.

## Services aux voyageurs

### Intermodalité
Des bouches sont situées autour de la place Pouchkine où l'on trouve notamment le café Pouchkine.